# Cornelis Molenaer
Cornelis Molenaer (vagy Cornelis Molenaar) (Antwerpen, 1540 – Antwerpen, 1589) flamand reneszánsz festő elsősorban bibliai jeleneteket hordozó tájképeiről ismert.

## Élete és munkássága
Kancsal volt, ezért beceneve Bandzsa Neel (a Cornelius rövidítése) volt. Jó tájképfestő volt, kevés érzékkel az alakok megfestéséhez. Sokat ivott, ezért napidíjért dolgozott. Egy nap alatt meg tudott festeni egy tájképet szabadkézzel, anélkül, hogy a többi festő gyakorlatához hasonlóan letámasztotta volna a kezét egy pálcára. Gyakran bedolgozott más festők, mint Gillis Coignet és Gillis Mostaert képeibe a tájképi részletekkel, természetesen fizetségért.

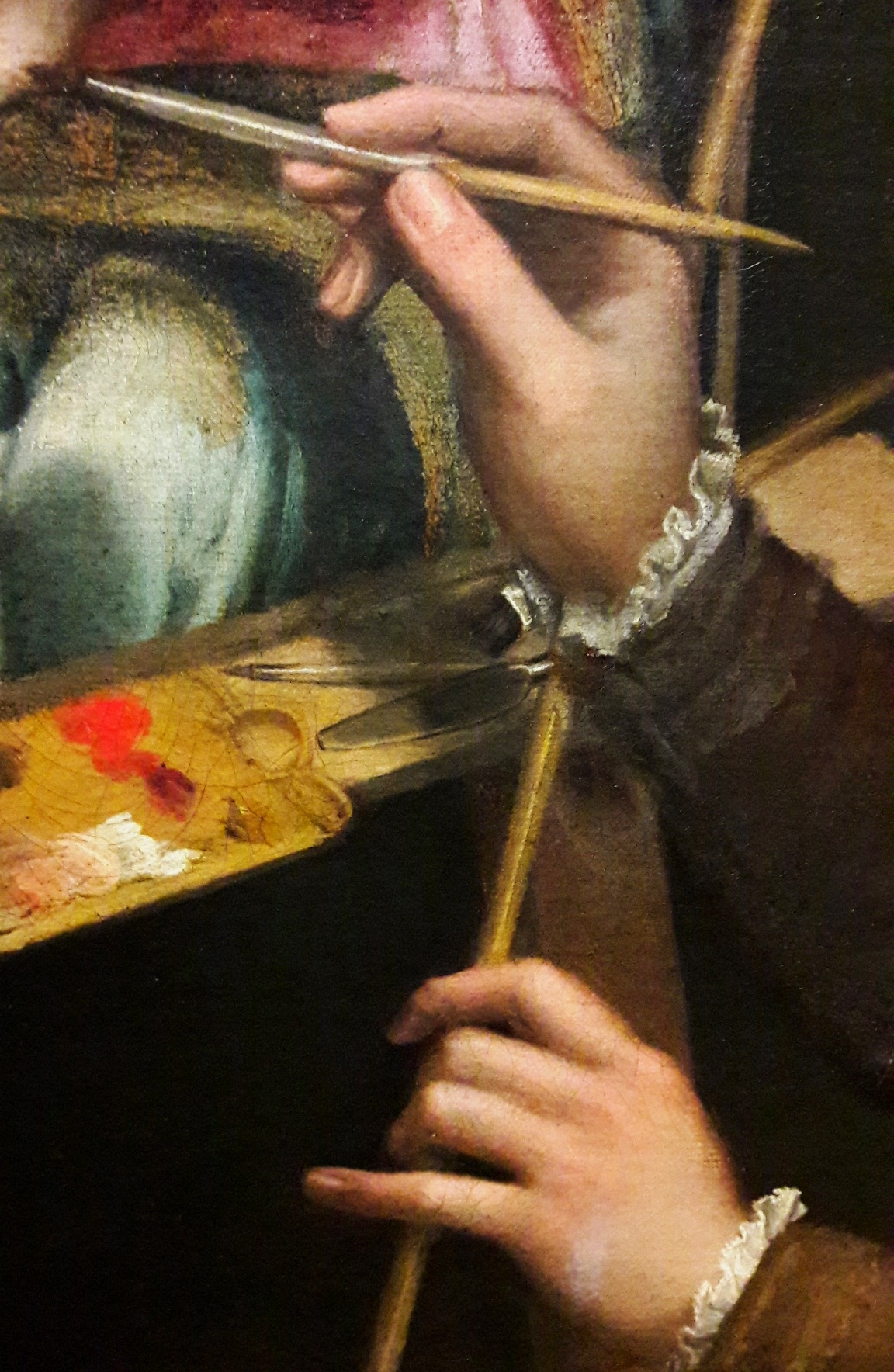
A festő kezének szokásos letámasztása (maulstick)

Egy ismert követője volt Jan Nagel, ő azonban nem ért fel Molanaer tájképeihez, viszont ügyesebben festett alakokat.

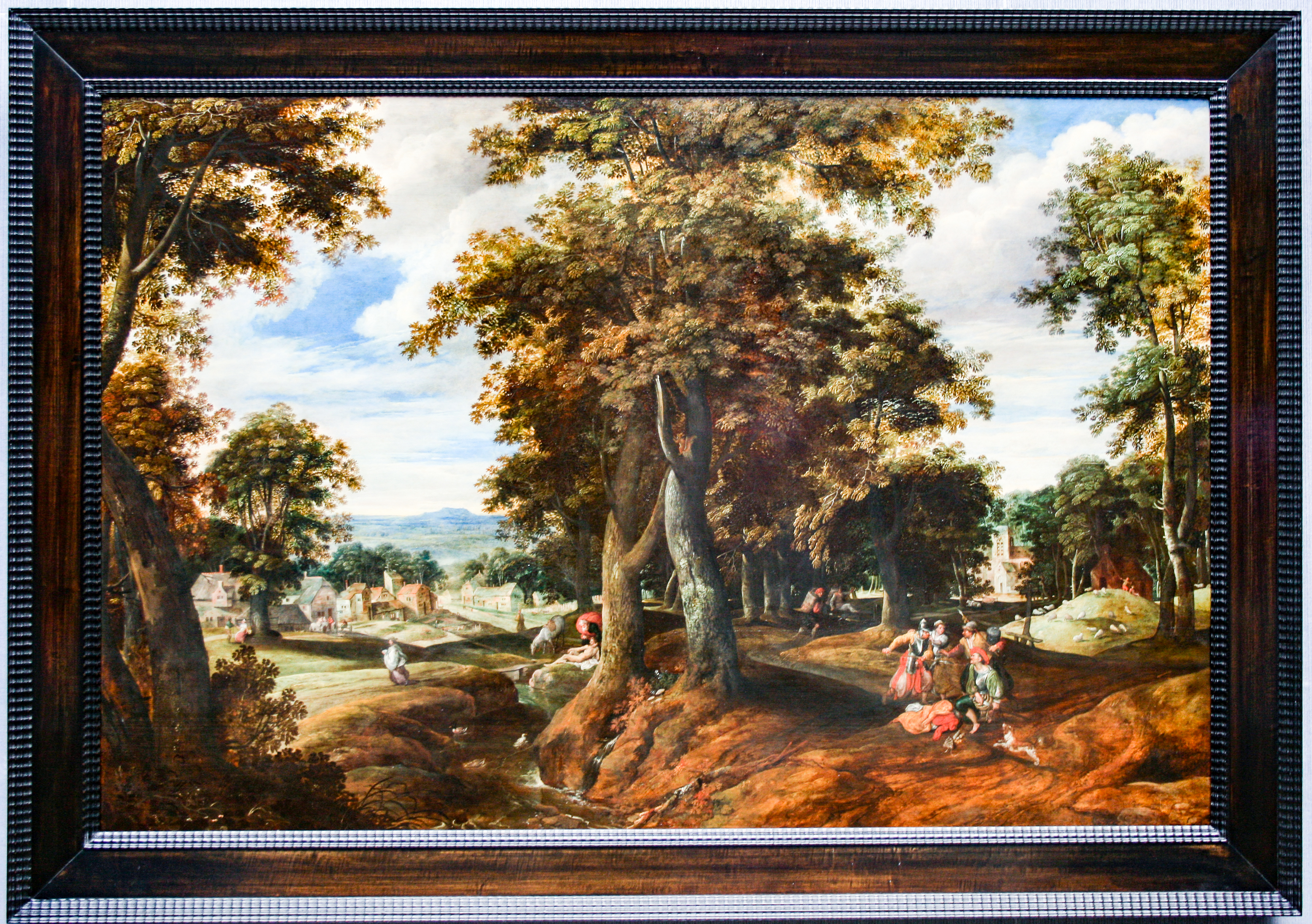
Erdős tájkép a jó szamaritánussal

Fia, Jan de Meuleneer, zsánerképeket festett, unokája, Pieter Meulener pedig csataképeivel és tájképeivel szerzett nevet magának.
Kevés munkája maradt fenn, ezek egyike az Erdős tájkép a jó szamaritánussal a berlini Gemäldegalerieben, amit C M monogrammal is ellátott. A képen az előtérben erdős táj látszik két jelenettel, a háttérben pedig egy falu. Az egyik jelenetben egy öregember segít egy földön fekvő meztelen férfinak (középtájt), a másikban (jobbra) katonák támadnak egy párra, akik közül a nő védekezik vehemensebben. Néhány falusi a háttérben felfigyel az eseményekre, de egy katolikus pap gondtalanul ballag tovább. Ez a része a képnek a művészettörténészek szerint a katolikus egyház kritikáját célozza.

## Fordítás
- Ez a szócikk részben vagy egészben  a   Cornelis Molenaer című angol Wikipédia-szócikk ezen változatának fordításán alapul.  Az eredeti cikk szerkesztőit annak laptörténete sorolja fel. Ez a jelzés csupán a megfogalmazás eredetét és a szerzői jogokat jelzi, nem szolgál a cikkben szereplő információk forrásmegjelöléseként.